# Quintus Baebius Macer
Quintus Baebius Macer war ein im 1. und 2. Jahrhundert n. Chr. lebender römischer Politiker.
Baebius Macer war vor 100 curator der Via Appia und Statthalter (Proconsul) in der Provinz Baetica. Im Jahr 103 war er von April bis Juni zusammen mit Publius Metilius Nepos Suffektkonsul. Durch ein Militärdiplom, das auf den 3. oder 4. Mai 114 datiert ist, ist belegt, dass er 114 Statthalter der Provinz Dacia war. Im Jahr 117 war er Stadtpräfekt von Rom (Praefectus urbi).